# Moses Ashley Curtis
Moses Ashley Curtis ( 11 de mayo de 1808, Stockbridge, Massachusetts - 10 de abril de 1872, Hillsborough) fue un botánico y micólogo estadounidense. Era hijo de Jared Curtis y de Thankful Ashley. Se diploma en el "William College" en 1827.
El 3 de diciembre de 1834 se casa con Mary de Rosset. En 1835 es ordenado pastor de la Iglesia Episcopal, y es misionero en Carolina del Norte hasta 1837.
De 1837 a 1839, enseña en la Escuela de la Iglesia Episcopal de Raleigh. De 1841 a 1847, Curtis es pastor en Hillsboro, y luego en Society Hills hasta 1856, para volver a Hillsboro donde ejerce hasta su deceso. Durante sus numerosos viajes por Carolina del Norte, estudia la flora y en particular los champiñones.

## Algunas publicaciones
- Tercera parte, Botánica, de Natural History Survey of Noth America.
- 1843. Enumeration of Plants Growing Spontaneously Around Willmington, N.C.. Boston J.Nat.Hist.May
- 1849. Berkeley, M.J.; M.A. Curtis. Contributions to the mycology of North America. Am.J.Sci.&Arts
- 1860. Berkeley, M.J.; M.A. Curtis. Characters of new fungi, collected in the North Pacific exploring expedition by Charles Wright. Proc.Nat.Acad.Arts&Sci., USA 4 pp. 111 - 130

- La abreviatura «M.A.Curtis» se emplea para indicar a Moses Ashley Curtis como autoridad en la descripción y clasificación científica de los vegetales.[1]